# Comté de Pittsburg
Le comté de Pittsburg est un comté situé dans l'État de l'Oklahoma aux États-Unis. Le siège du comté est McAlester. Selon le recensement de 2000, sa population est de 43 953 habitants.

## Comtés adjacents
- Comté de McIntosh (nord)
- Comté de Haskell (nord-est)
- Comté de Latimer (est)
- Comté de Pushmataha (sud-est)
- Comté d'Atoka (sud)
- Comté de Coal (sud-ouest)
- Comté de Hughes (ouest)

## Principales villes
- Alderson
- Ashland
- Canadian
- Crowder
- Haileyville
- Hartshorne
- Indianola
- Kiowa
- Krebs
- McAlester
- Pittsburg
- Quinton
- Savanna